# Comuna Nova Dofinivka, Lîmanskîi
Nova Dofinivka (în ucraineană Нова Дофінівка) este o comună în raionul Kominternivske, regiunea Odesa, Ucraina, formată din satele Nova Dofinivka (reședința) și Vapnearka.

## Demografie
Componența lingvistică a comunei Nova Dofinivka
     Ucraineană (71,18%)
     Rusă (27,23%)
     Alte limbi (1,06%)
Conform recensământului din 2001, majoritatea populației comunei Nova Dofinivka era vorbitoare de ucraineană (71,18%), existând în minoritate și vorbitori de rusă (27,23%).